# Taironas

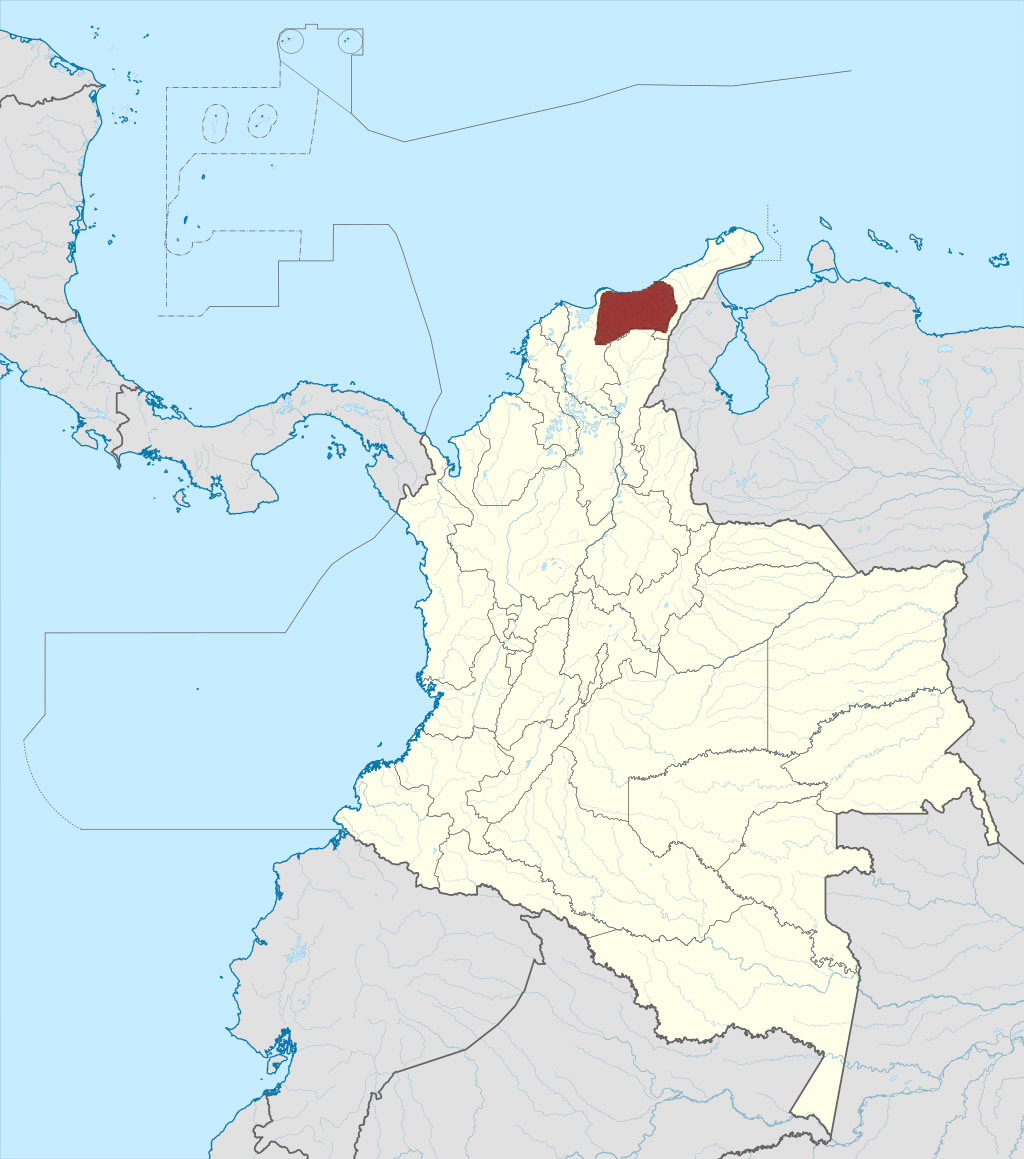
Culturas pré colombianas da Colômbia. A cultura tairona encontra-se na parte superior do mapa.

Os taironas/tayronas são um grupo indígena que habita os departamentos colombianos de Magdalena, Guajira e do Cessar, nos leitos da Serra Nevada de Santa Marta, incluindo as bacias dos rios Guachaca, Dom Diego, Buritaca e a zona baixa costeira compreendida dentro do Parque Nacional Natural Tayrona.
Trata-se de um grupo chibcha. Se presume que o nome tairona possa estar relacionado com os termos teyuna e teiruna, que se encontraram em várias línguas dos povos indígenas que ainda sobrevivem na serra de Santa Marta, todos eles de filiação arhuácica-magdalénica. Entre estes povos encontram-se os kogui, que provavelmente possam ser descendentes dos tairona. Sobre a língua dos kogui, sugere-se que há verdadeiro parentesco com a antiga língua dos tairona; na actualidade ainda há para perto de 7 mil falantes de kogui-tairona.

## História dos Taironas

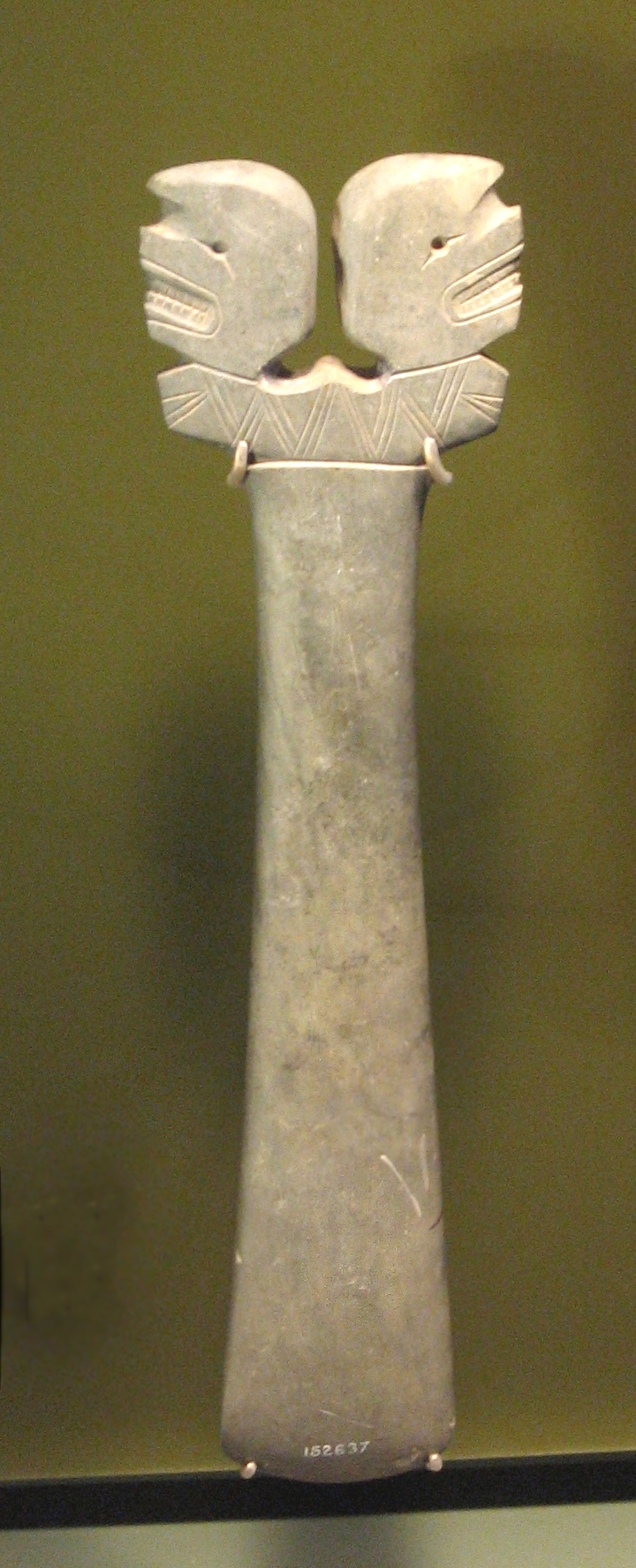
Bengala tairona em pedra, 1550 - 1600 d.C.

Descobriu-se a cidade fundada pelos taironas no ano 800 e habitada até o 1600, hoje conhecida como Cidade Perdida. Pouco mais sabe-se até agora de sua história. Esta sociedade encontrava-se organizada em unidades políticas de várias dimensões que exerciam controle sobre diferentes territórios no maciço montanhoso, desde o mar Caraíbas até os cumes do Gonavindua (bico Simón Bolívar) e o Aloglue (bico Cristóbal Colón). A população era independente e dirigida cada tribo por seu próprio cacique, com diferentes alianças e inimizades entre eles.
O primeiro contacto com os conquistadores espanhóis deu-se em 1498 com a chegada de Fernando González de Oviedo, com quem os caciques da zona estabeleceram relações comerciais. Em 1525, com a fundação da cidade de Santa Marta por Rodrigo de Bastidas, os espanhóis tentaram estabelecer uma presença mais forte na zona, dando início à empresa colonial espanhola nesta parte do continente da América do Sul. Entre 1525 e 1599, as relações entre os povos indígenas da zona (que incluíam além da os tairona aos guanebucán, os malibúes, os guajiros, os kosina, e os chimila entre outros) e os colonos espanhóis se caracterizaram por sua instabilidade: intensos períodos de conflito e guerra eram seguidos por anos de tensa calmaria nas quais os espanhóis se viam forçados a estabelecer relações pacíficas com as diferentes comunidades.
Durante este tempo, os taironas queimaram Santa Marta várias vezes, conquistaram o forte espanhol de Bon hida, estabeleceram relações comerciais com piratas ingleses e franceses, e em geral, conseguiram limitar o crescimento da colónia espanhola. Entre 1599 e 1600, o governador de Santa Marta, Juan Guiral Velón, empreendeu uma intensa campanha militar para subjugar estas populações. Uma tentativa frustrada de aliança entre os diferentes povoados deu motivo para que o governador pudesse capturar aos caciques um a um, lhes cortando a cabeça e desmembrando-os. Os indígenas que não conseguiram escapar foram levados aos arredores de Santa Marta e entregados a encomenderos. Os sobrevivientes internaram-se nas partes mais altas do maciço para escapar dos espanhóis, e seus descendentes são os Koguis, que têm permanecido isolados até agora.
Estima-se que na atualidade seus descendentes "puros" somam 50.000 pessoas, enquanto os mestiços com sangue tairona somam vários milhões de pessoas, principalmente na costa caribenha de Colômbia (1,5 a 2 milhões na Serra Nevada).

## Ouriversaria

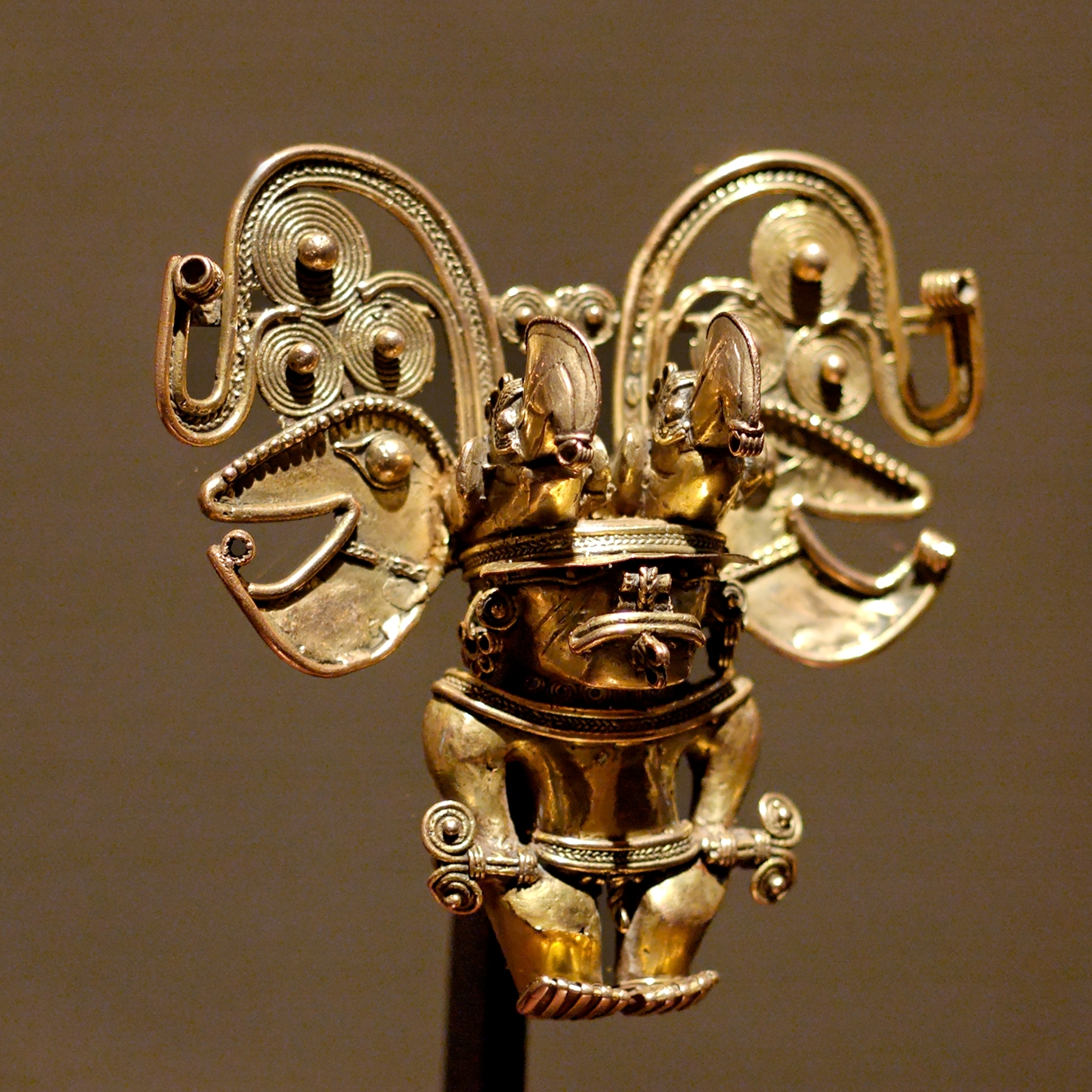
Colgante antropomorfo Tayrona, representando um chamán com dois cetros, um grande ornamento nasal e um chapéu alto com dois bicos. Fabricado com a técnica da cera perdida entre o século X e o XV.

No área da ouriversaria os taironas tinham um papel principal, pois desenvolveram bastantes técnicas como:
- a cera perdida, que consistia em fazer moldes de barro rodeando uma figura de cera, que se derretia após aquecer o empacotamento de barro. Depois de sacar a cera derretida, o ourives vertia o ouro líquido no espaço deixado pela figura de cera, posteriormente esperava que se solidificara e rompia o molde para sacar a figura desejada.
- a tumbaga, uma liga de cobre e ouro que permitia poupar recursos e derreter mais facilmente o ouro.
- tratamentos para melhorar a qualidade do ouro, como aquecer até a oxidação do cobre e depois o submergir em água gelada para conseguir uma pátina permanente de ouro.